# Em (tipografía)

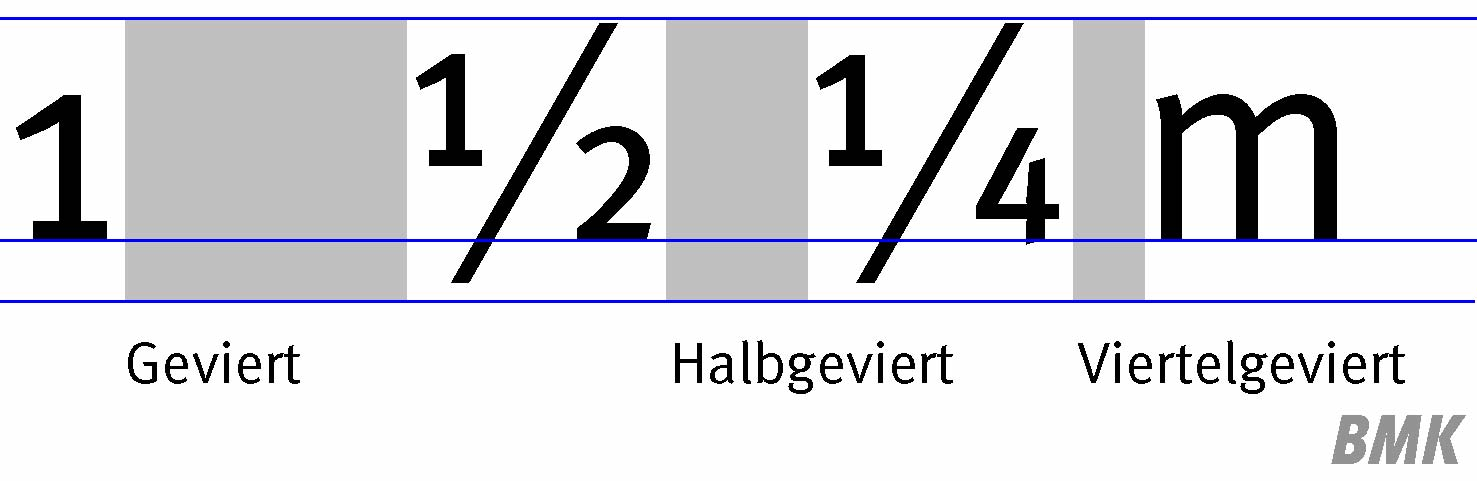
Anchura de diversos tipos

En metrología, el eme o cuadratín es una unidad de medida en el campo de la tipografía, igual al tamaño en puntos especificado actualmente. Por ejemplo, un em en una tipografía de 16 puntos es de 16 puntos. Así esta unidad es la misma para toda tipografía a un tamaño de punto dado.
El guion em (—) y el espacio em ( ) son, cada uno, un em de ancho.
Las medidas tipográficas, utilizando esta unidad, son, frecuentemente, expresadas en notación decimal (ejemplo 0.7 em) o como fracciones de 100 o 1000 (ejemplo 70⁄100 em o 700⁄1000 em). El nombre em fue, originalmente, una referencia al espesor de la "M" mayúscula en el tipo de letra y el tamaño siendo utilizado, el cual fue, a menudo, la misma para el tamaño de punto.
También es conocida como espacio eme, que equivale al antiguo cuadratín utilizado en el sistema tipográfico tradicional.

## Historia
En tipos de metal, el tamaño del punto (y así del em) era igual a la altura de la línea del cuerpo de metal de la cual la letra se levanta. En tipo de metal, el tamaño físico de una letra no puede, normalmente, exceder el em.
En tipos digitales, el em es una cuadrícula de resolución arbitraria que es utilizado como el diseño de espacio de una fuente digital. Los sistemas de imagen, si para pantalla o para impresión, trabajan al escalar el em a un tamaño de punto especificado.
En tipos digitales, la relación de la altura de letras particulares al em es arbitrariamente ajustada por el diseñador tipográfico. Sin embargo, como una muy tosca guía, una fuente "promedio" debe tener una altura de mayúscula (ing. cap height) de 70% de la em, y una altura x (ing. x-height) de 48% del em.

## Definiciones incorrectas y alternativas
Aunque el tamaño del em, por último, depende del tamaño del punto, o altura del cuerpo de metal de una letra, también es utilizado como una medida de espaciamiento relativo horizontal al tamaño de tipo, con el espaciamiento vertical siendo medido en picas o puntos. Un em fue, tradicionalmente, definido como el ancho de la mayúscula "M" en la tipografía actual y el tamaño de punto, ya que la "M" era, comúnmente, moldeada a todo el ancho de los bloques cuadrados, o em-quads (también mutton-quads), los cuales son utilizados en prensas de impresión. 

## CSS
En internet, el uso de la '''medida em''' se ha vuelto cada vez más común; con el desarrollo de las Cascading Style Sheets (o CSS), las recomendaciones de mejores prácticas del W3C dentro de HTML y lenguaje de marcado apelan ahora a que las páginas web estén basadas en diseños escalables, utilizando unidades relativas de medida (como la medida em), más que una fija como píxeles ("px") o puntos tipográficos. Se utiliza em en el atributo o propiedad "font-size" para el escalado de texto.
La unidad “em” es una unidad escalable y está en relación con el tamaño de la fuente actual. Por ejemplo, si la fuente del documento es 12pt (12 puntos), 1em es igual a 12pt. Las Em son escalables por naturaleza, así 2em sería igual a 24pt, 5em equivaldría a 60pt, etc.